# Вторая осада Монтобана
Вторая осада Монтобана — осада и захват королевскими войсками Людовика XIII гугенотского города Монтобан в 1629 году, одно из последних событий гугенотских восстаний (1621—1629).
В 1622 году, в рамках первой осады, Монтобан успешно сопротивлялся натиску Людовика XIII. Город считался самой мощной крепостью гугенотов во Франции после того, как пала Ла-Рошель.
Осада Монтобана стала заключительной главой в истории гугенотских бунтов, так как остатки гугенотов на юге Франции покорились королю. После осад Прива и Алеса остальные города гугенотов быстро пали, а Монтобан сдался без сопротивления, опасаясь разграбления.
За падением Монтобана последовало заключение Алесского мира (27 сентября 1629), который гарантировал гугенотам право исповедовать свои обряды, но потребовал срыть все крепости и отменить политические собрания.
Вскоре после замирения укрепления Монтобана, по приказу кардинала Ришельё, были срыты. Католицизм был восстановлен в Монтобане, и руководящим органом, формировавшимся на половину из протестантов и католиков, стал управлять старший администратор, представляющий короля. В ближайшие 30 лет были введены многочисленные дискриминационные правила против протестантов Монтобана, от ограничений в одежде до религиозных запретов. Гугеноты Монтобана были окончательно разбиты в период католической военной репрессии, Драгонады (Dragonnades), в 1683 году.